# Mjötjärnen (Byske socken, Västerbotten)
Mjötjärnen är en sjö i Skellefteå kommun i Västerbotten och ingår i Jävreåns huvudavrinningsområde.